# Фернанду Мейрелліш
Фернандо Феррейра Мейрелліш (порт. Fernando Ferreira Meirelles МФА: [feɾˈnɐ̃du mejˈɾɛlis]; нар. 9 листопада 1955, Сан-Паулу, Бразилія) — бразильський кінорежисер, продюсер і сценарист.
Найбільш відомий як співрежисер фільму «Місто Бога», випущеного у 2002 році в Бразилії та у 2003 році — в США компанією Miramax Films. Кінострічка здобула визнання міжнародної критики і станом на 31 січня 2023 року перебуває на 23-му місці в списку 250 найрейтинговіших фільмів IMDb.
За роботу над фільмом Мейрелліш був номінований на премію «Оскар» як найкращий режисер. Він також був номінований на премію «Золотий глобус» як найкращий режисер у 2005 році за фільм «Відданий садівник», за гру в якому Рейчел Вайс отримала премію «Оскар» як акторка другого плану.
Також зняв у 2008 році екранізацію роману Жозе Сарамагу «Сліпота», у 2011 році — фільм «Калейдоскоп любові». У 2019 році Мейрелліш став режисером і продюсером оригінального бразильського серіалу компанії HBO «Спільне підприємство» (порт. Pico da Neblina), а також зняв біографічну драму «Два Папи» для Netflix.